# Улица Циолковского (Калуга)
Улица Циолковского — улица в Калуге, проходит от улицы Большевиков до сквера имени Волкова.

## История
В начале XX века Балашовская улица
Затем спускающийся к Оке участок улицы носил название Коровинская улица. Участок от Пушкинской улицы — Ртищевская.
В начале XX века была окраинной городской улицей, круто спускавшейся к Оке, немощёной, непроезжей, размываемой дождями.
В 1918 году улицу переименовывают в проспект Жореса, позднее в улицу Брута (с 1927 года). Своё нынешнее название улица носит с 1932 года.
Современное название в честь русского и советского учёного К. Э. Циолковского (1857—1935), в 1904 году приобретшего на улице дом и прожившего в нём со своей семьёй до 1933 года. В 1933 году советским правительством учёному был предоставлен новый дом по этой же улице (ныне — д. 1).
В апреле 1908 года улица со всеми строениями была затоплена водами разлившейся в половодье Оки, дом Циолковских сильно пострадал.
В 1936 году в доме Циолковского открыли первую научно-мемориальную экспозицию. Во время немецкой оккупации (осень-зима 1941 года) дом был занят под постой немецких солдат.
Музей возобновил свою работу после освобождения города от оккупантов. В 1952 году, в год девяностопятилетнего юбилея со дня рождения Циолковского, на территории дома-музея на улице был установлен памятник Константину Циолковскому (скульптор Михаил Иванович Ласточкин).

## Достопримечательности

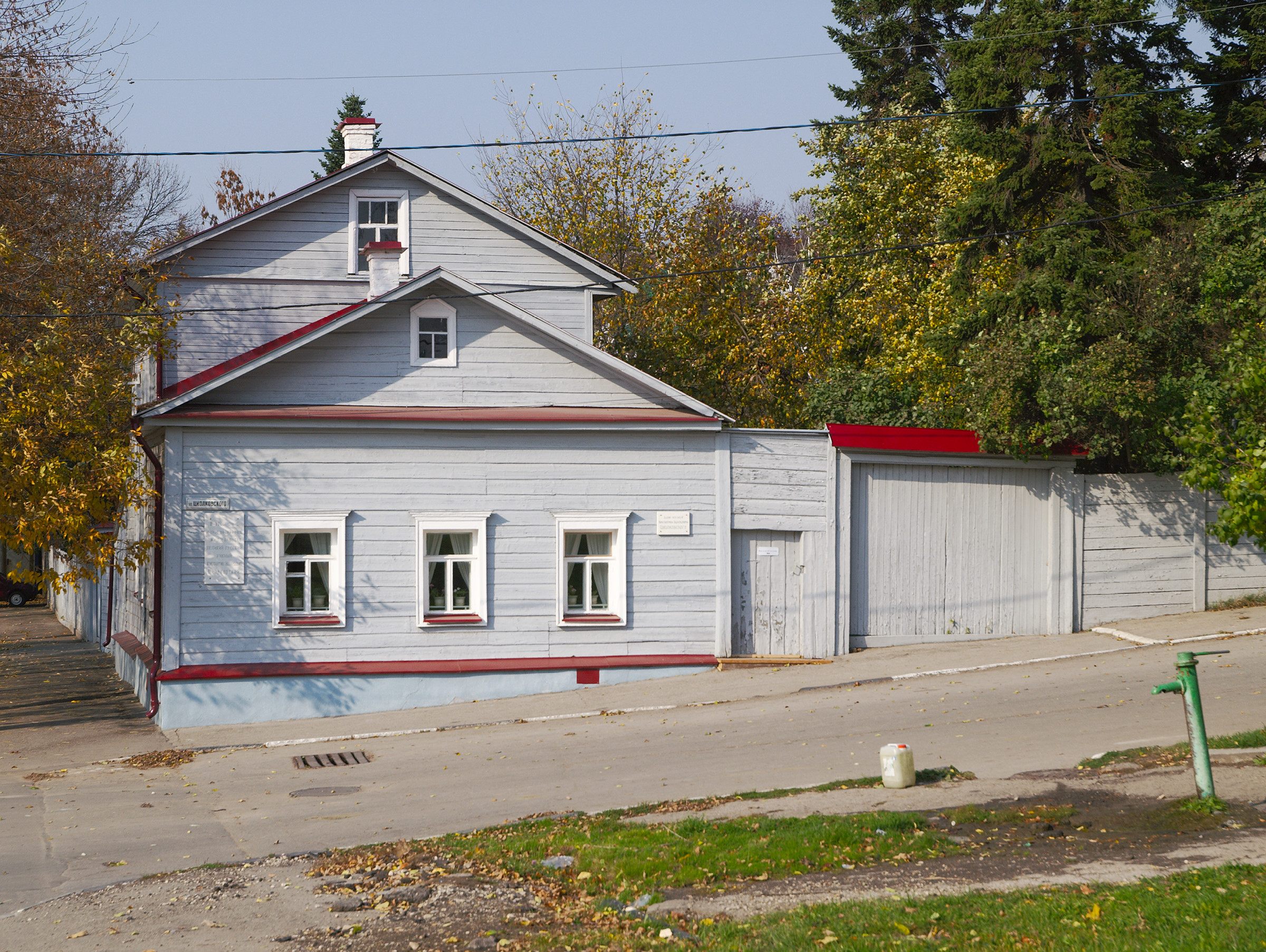
д. 79 — Дом-музей К. Э. Циолковского

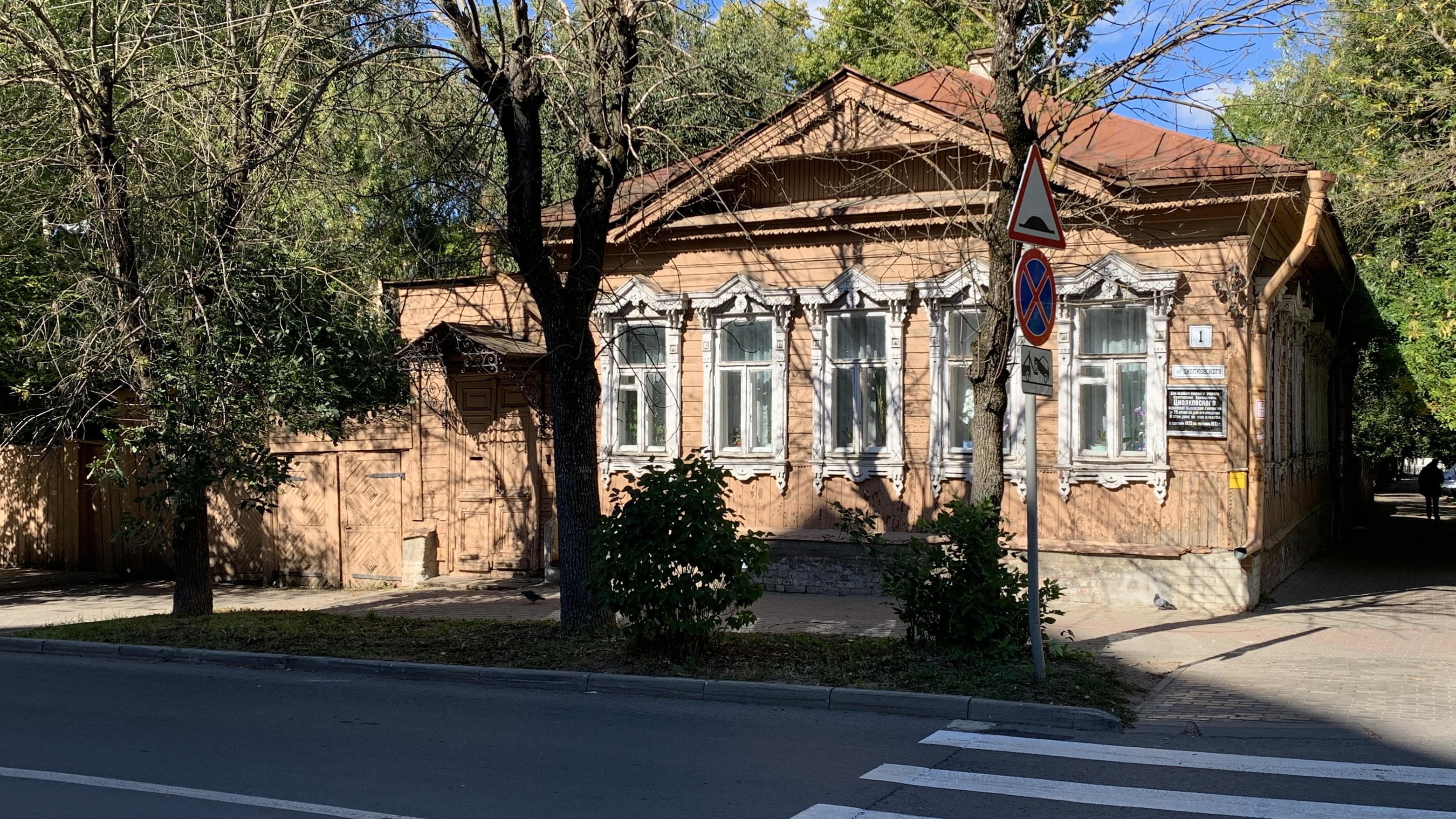
Улица Циолковского, д. 1

д. 1/14 — Дом, в котором жил и работал К. Э. Циолковский

д. 79 — Дом-музей К. Э. Циолковского (Памятник истории федерального значения)

## Известные жители
д. 1 — К. Э. Циолковский (мемориальная доска)
д. 79 — К. Э. Циолковский (мемориальная доска)
В дом на улице к двоюродной сестре приходил Александр Гречанинов.

## Транспорт
По улице проходит маршрут общественного транспорта № 73 (маршрутное такси)